# Броненосцы типа «Глуар»
«Глуар» (фр. La Gloire) — первая в мире серия французских батарейных броненосцев. Построены в 1858-1861 году. Состояла из трёх броненосцев: La Gloire, Invincible и Normandie.

## История
Успешное применение броненосных плавучих батарей в Крымскую войну и продолжающееся развитие бомбических орудий и нарезной артиллерии ясно говорили о том, что век деревянных линейных кораблей прошёл. Толстые деревянные борта линейных кораблей, надёжно защищавшие от обычных ядер, оказались совершенно беззащитны против крупнокалиберных фугасных бомб, взрывы которых ломали толстые деревянные брусья, порождали потоки смертельно опасных для экипажа щепок и провоцировали опасные возгорания на значительной площади. Становилось ясно, что сражение двух эскадр деревянных линейных кораблей с бомбическими пушками приобретёт, скорее всего, характер тотального взаимного уничтожения с непредсказуемым, определяемым случайными факторами исходом: с точки зрения военных, подобное превращение боевых действий в хаос являлось совершенно недопустимым.
Выход из положения был найден ещё в 1855 году — бронирование. Французские броненосные плавучие батареи под Кинбурном наглядно продемонстрировали, что броневые плиты толщиной 100—120 миллиметров способны выдерживать удары ядер, и разбивают ударяющие о них бомбы, не давая тем заглубляться в корпус. Хотя эти небольшие, низкобортные суда годились только для береговых действий, было ясно, что появление их мореходных аналогов ожидается в ближайшей перспективе.
В вопросе внедрения бронирования, французский флот, менее консервативный и более склонный к инновациям, оказался впереди. Уже в 1858 году, спустя всего два года после первого боевого применения брони, император Наполеон III отдал приказ о закладке трёх мореходных броненосных кораблей.

## Конструкция
Тип «Глуар» строился по проекту Дюпюи де Лома как броненосная версия быстроходного винтового линейного корабля «Наполеон». Первоначально, Дюпуи де Лом собирался построить корабль целиком из железа, но слабость французской промышленности вынудила пересмотреть проект, и сделать корпус корабля деревянным, обшитым металлической бронёй. Высота корпуса по сравнению с прототипом была уменьшена на одну палубу, а количество орудий — сокращено до 36, за счёт чего удалось защитить бронированием весь корпус корабля.

### Бронирование
Броня корабля была изготовлена из кованых железных плит на 660-миллиметровой толщины деревянной подкладке. Вдоль ватерлинии шёл броневой пояс толщиной в 120 мм, защищавший жизненно важные части и уходящий частично под воду. Выше главного пояса, борт был полностью защищён 110-мм бронёй, в которой были устроены орудийные порты. Как показали практические стрельбы в 1860 году, самые эффективные на тот момент в мире британские и французские 68-фунтовые морские орудия не могли пробить броню корабля даже стреляя с дистанции менее 20 метров.

### Вооружение
Вооружение кораблей изначально состояло из 36 нарезных дульнозарядных 68-фунтовых пушек, из которых 34 стояли в батарее (по 17 на борт) и две — на верхней палубе. Эти орудия были достаточно эффективны против деревянных линейных кораблей, но практически бесполезны против броненосцев. Позже орудия кораблей типа Gloire заменили шестью нарезными 239-мм казенозарядными пушками и четырьмя 194-мм орудиями. Орудия были расположены сравнительно низко над водой и имели очень широкие амбразуры, из-за чего применение их в плохую погоду было затруднительно.

### Силовая установка
Корабли приводились в действие паровой машиной возвратно-поступательного действия мощностью около 2600 л.с. Максимальная скорость составляла, согласно расчётам, 13 узлов. Дополнительно, корабль нёс полное парусное вооружение.

## Служба
Invincible и Normandie пришли в полную негодность всего за 10 лет службы, так как были построены из некачественной древесины. Gloire был на службе до 1879 года, после чего использовался в качестве блокшива.